# جاين غريفيثز
جاين غريفيثز (بالإنجليزية: Jane Griffiths)‏ هي ممثلة بريطانية، ولدت في 16 أكتوبر 1928 في المملكة المتحدة، وتوفيت في 11 يونيو 1975 بلندن في المملكة المتحدة.

## وصلات خارجية
- جاين غريفيثز على موقع IMDb (الإنجليزية)
- جاين غريفيثز على موقع أول موفي (الإنجليزية)
- جاين غريفيثز على موقع قاعدة بيانات الأفلام السويدية (السويدية)
- جاين غريفيثز على موقع قاعدة بيانات الفيلم (الإنجليزية)